# ITV Granada
Pour les articles homonymes, voir Granada.
ITV Granada (anciennement Granada Television) est une chaîne de télévision régionale britannique faisant partie du réseau privé ITV.
Elle est diffusée dans l'Angleterre du Nord-Ouest depuis 1968, et était diffusée dans tout le nord de l'Angleterre entre 1956 et 1968.
Granada Television a fusionné avec Carlton Television ainsi que les sept autres stations régionales détenues par Granada plc pour donner naissance à la chaîne interrégionale ITV1 le 28 octobre 2002. Dès lors, Granada Television, devenue ITV Granada (bien que le nom légal demeure Granada Television), limite ses programmes régionaux aux seules informations régionales.

## Logos

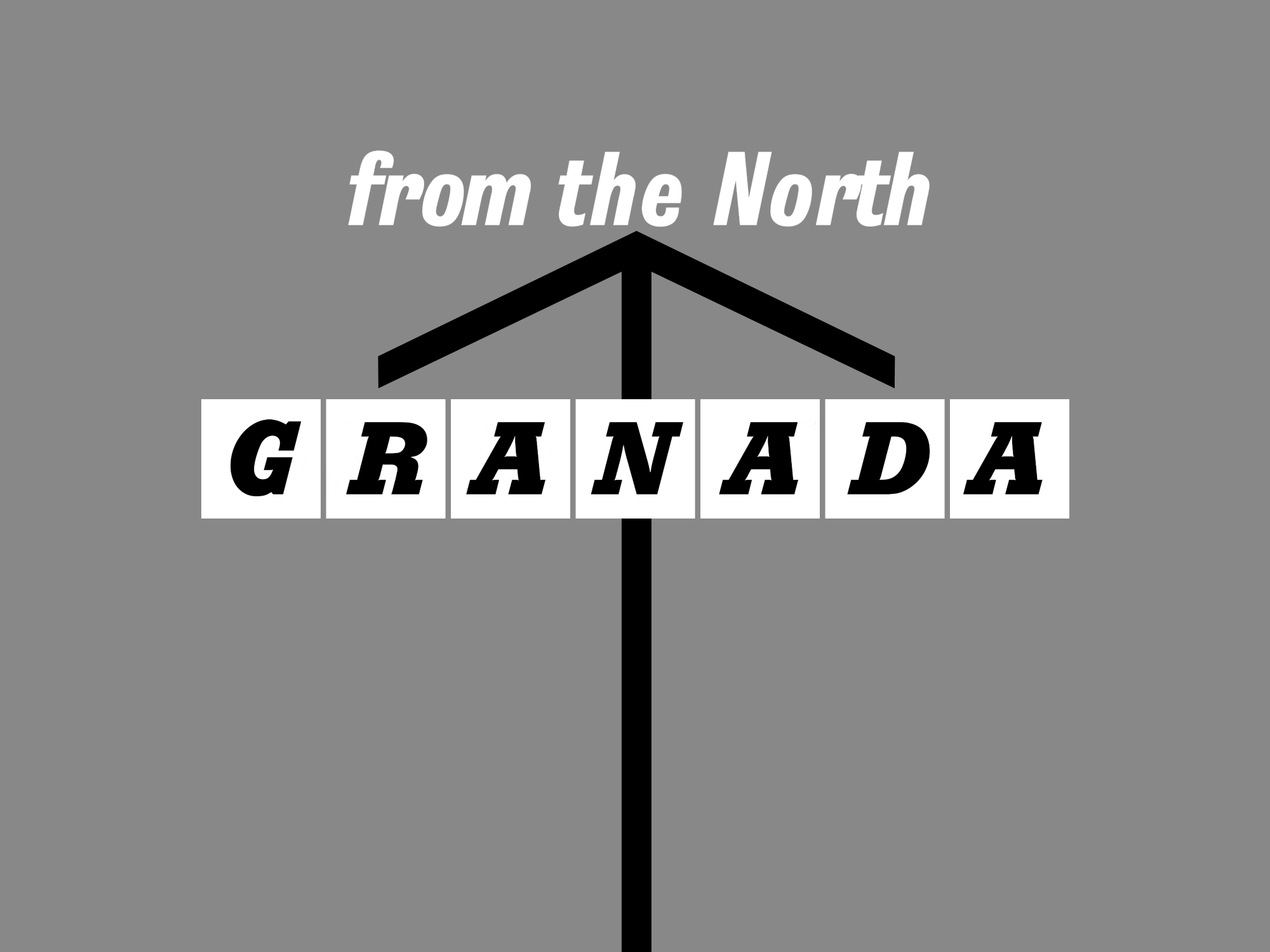
1956-1968
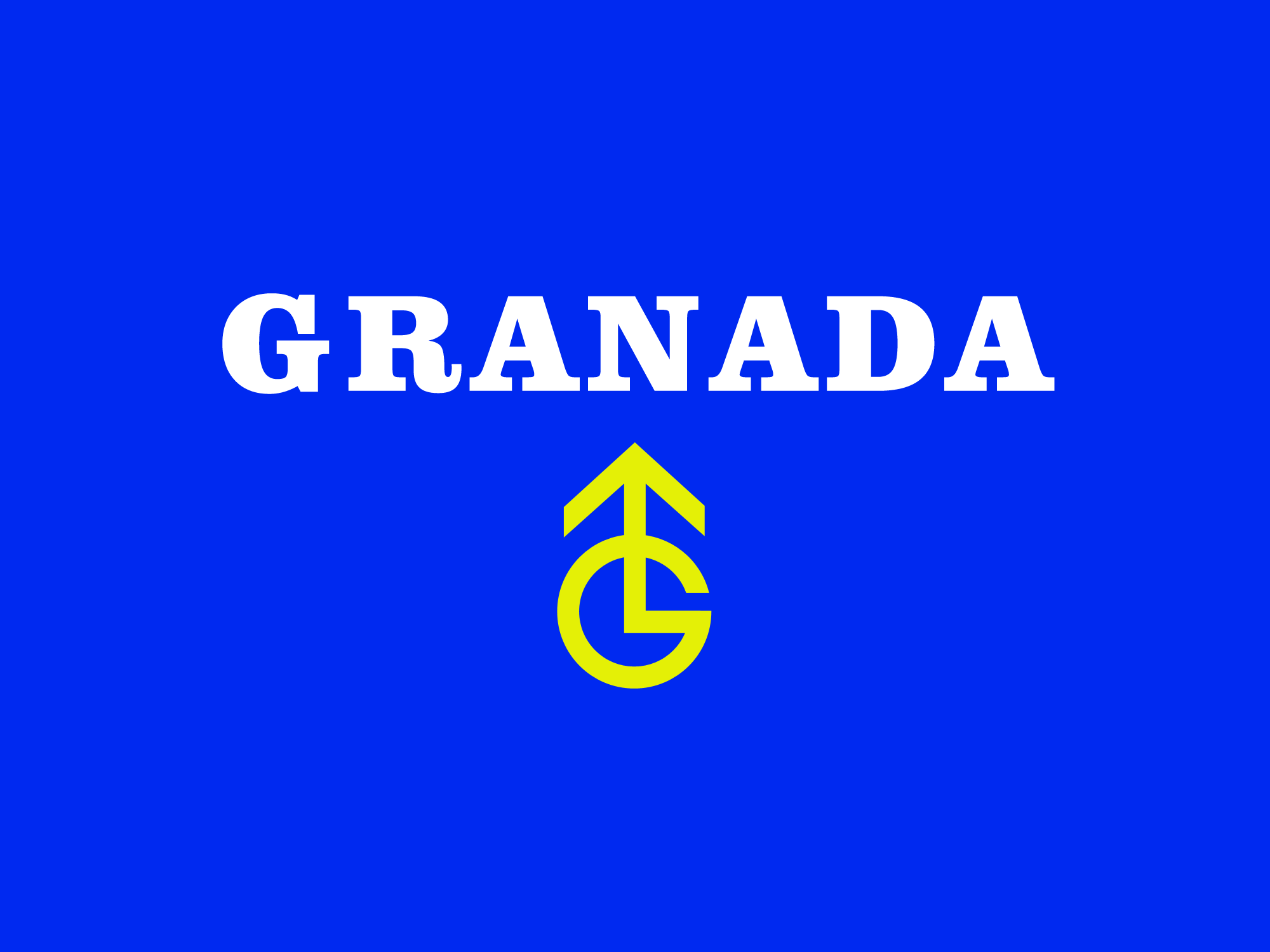
1969-1990
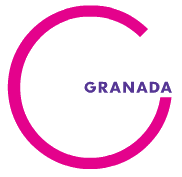
2004-2013
2005-2013
2013-present

## Histoire

### Origines
Grenada est née sous le nom de Granada Theatres Ltd, qui possédait des cinémas dans le sud de l'Angleterre. Elle a été fondée à Douvres en 1930 par Sidney Bernstein et son frère Cecil ; il a été nommé d'après la ville espagnole de Grenada, que Sidney avait visitée en vacances. La société a été constituée sous le nom de Granada Ltd en 1934 et cotée à la Bourse de Londres en 1935; Granada Theatres Ltd est devenue une filiale de la nouvelle société.

Dans les années 1950, les Bernstein s'impliquent dans la télévision commerciale, concurrente des chaînes de cinéma, à travers le lancement d'ITV. Bernstein a fait une offre pour la franchise du nord de l'Angleterre, qui, selon lui, n'affecterait pas la chaîne de cinéma de la société, largement basée dans le sud. En 1954, l'Autorité de la télévision indépendante (ITA) a attribué à Grenada le contrat du nord de l'Angleterre du lundi au vendredi, ABC desservant la même zone le week-end. Les sociétés ont utilisé les émetteurs Winter Hill et Emley Moor de l'ITA couvrant le Lancashire et les circonscriptions ouest et est du Yorkshire, y compris les principales agglomérations autour de Liverpool, Manchester, Leeds, Bradford, Sheffield et Doncaster.
« Le Nord et Londres étaient les deux plus grandes régions. Grenade a préféré le Nord en raison de sa tradition de culture locale et parce qu'il offrait une chance de démarrer une nouvelle industrie créative loin de l'atmosphère métropolitaine de Londres… le Nord est une société industrielle indigène étroitement liée ; un groupe culturel homogène avec un bon dossier pour la musique, le théâtre, la littérature et les journaux, introuvable ailleurs dans cette île, sauf peut-être en Ecosse. Comparez cela avec Londres et sa banlieue – pleine de personnes déplacées. Et, bien sûr, si vous regardez une carte de la concentration de la population dans le Nord et une carte des précipitations, vous verrez que le Nord est un endroit idéal pour la télévision. » — Sidney Bernstein, 1954.
Bernstein a choisi une base de Leeds et Manchester. L'exécutif de Grenade, Victor Peers, pensait que Manchester était le choix préféré avant même que les dirigeants ne se rendent dans la région pour trouver un site approprié. Granada Studios, conçu par l'architecte Ralph Tubbs, a été construit sur un site de Quay Street dans le centre-ville de Manchester appartenant au conseil municipal de Manchester, que la société a acheté pour 82 000 £.
La soirée d'ouverture a présenté Meet The People animé par Quentin Reynolds et le comédien Arthur Askey. Reynolds est devenu ivre avant l'émission et a dû se dégriser.
Granada Television a été diffusée par l'ITA sur le canal VHF 9 (405 lignes, monochrome) depuis l'émetteur Winter Hill à partir du 3 mai 1956, et à partir du 3 novembre 1956 sur le canal VHF 10 (405 lignes, monochrome) depuis l'émetteur Emley Moor. Le service de programme du week-end a été fourni par Associated British Corporation (ABC) Television couvrant à la fois les régions du Nord et des Midlands. À la suite des récompenses de franchise de 1968, Granada Television a fourni le service de programmes de Winter Hill pendant les sept jours de la semaine, et le service de sept jours d'Emley Moor a été fourni par Yorkshire Television. Avec le lancement national du service de télévision couleur UHF 625 lignes pour BBC 1 et ITV le 15 novembre 1969, l'ITA a commencé les émissions de Granada Television sur le canal UHF 59 depuis Winter Hill, avec des relais haute puissance ensuite mis en service à Pendle Forest (canal 25 le 2 août 1971, le premier service de relais UHF exploité par l'ITA), Lancaster (canal 24 le 26 juin 1972), Storeton (canal 25 en septembre 1979) et Saddleworth (canal 49 le 28 juin 1984).

### Premières années
La plupart des franchisés ITV considéraient leurs territoires comme des palliatifs avant de remporter une franchise convoitée à Londres. En revanche, Granada a décidé de développer une forte identité nordique — voix du nord, programmes du nord, identités du nord avec des phrases telles que Granada from the North, From the North, Granada et Granadaland. Bernstein a refusé d'employer quiconque n'était pas prêt à vivre ou à voyager à Manchester et Jeremy Isaacs l'a qualifié de « tyran génial » en conséquence.
Je pense que ce que Manchester voit aujourd'hui, Londres finira par le voir.

Sidney Bernstein sur ses espoirs que Granada finirait par devenir un acteur clé de la radiodiffusion britannique dans les années 1950.
Bernstein a décidé de construire de nouveaux studios plutôt que de louer de l'espace ou de convertir d'anciens bâtiments, une approche privilégiée par les autres sociétés ITV et par la BBC dans ses studios d'origine de Manchester. L'investissement dans de nouveaux studios en 1954 a contribué aux difficultés financières de Granada et la société était proche de l'insolvabilité à la fin de 1956. Les quatre franchisés ITA devaient subir des pertes au cours des premières années d'exploitation, mais celle de Granada représentait une somme importante de 175 000 £. (près de 3,5 M£ en 2011). Lorsqu'il est devenu rentable pour la première fois, il avait les bénéfices les plus bas du quatuor.

Granada a demandé l'aide d'Associated-Rediffusion, la station en semaine de Londres, qui a accepté de garantir les dettes de Granada en échange d'un pourcentage de ses bénéfices, sans le consentement de l'ITA, qui l'aurait bloquée. Granada a accepté l'accord, mais la popularité d'ITV a augmenté et la rentabilité a suivi. Les analystes se sont demandé comment Associated-Rediffusion, ABC et ATV réalisaient des bénéfices annuels pouvant atteindre 2,7 millions de livres sterling en 1959, alors que les bénéfices de Granada étaient inférieurs à 1 million de livres sterling. Avec l'augmentation des revenus, Granada a tenté de renégocier le contrat; Associated-Rediffusion a refusé, envenimant les relations pendant de nombreuses années. L'accord valait plus de 8 millions de livres sterling pour Rediffusion. Au début des années 1960, Granada a été créée et son feuilleton Coronation Street est rapidement devenu populaire, tout comme des jeux télévisés peu coûteux tels que Criss Cross Quiz et University Challenge.

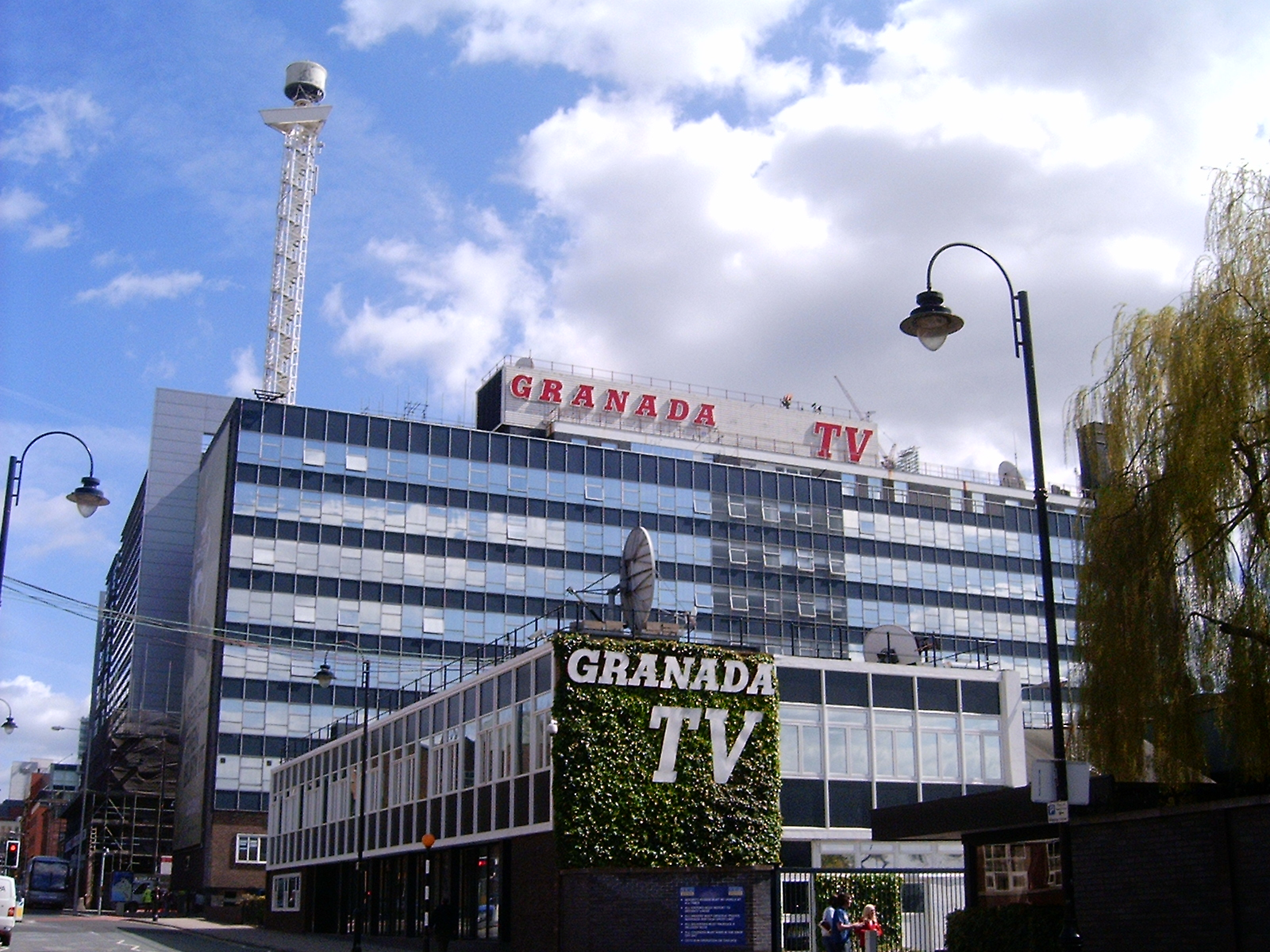
Le quartier général de Granada Television